# Bazylika św. Pudencjany w Rzymie
Bazylika św. Pudencjany w Rzymie (wł. Basilica di Santa Pudenziana) – kościół tytularny, bazylika mniejsza przy Via Urbana w rione Monti.
Świątynia ta jest kościołem rektoralnym parafii Santi Vitale e Compagni Martiri in Fovea oraz kościołem tytularnym, mającym również rangę bazyliki mniejszej. Jest też kościołem stacyjnym z trzeciego wtorku Wielkiego Postu.

## Lokalizacja
Kościół znajduje się w I Rione Rzymu – Monti przy Via Urbana 160.

## Patronka
Patronką świątyni jest św. Pudencjana  – rzymianka, która poniosła śmierć męczeńską za wiarę chrześcijańską w I lub II wieku. Była córką senatora św. Pudensa i siostrą św. Praksedy. Rodzina nawróciła się na chrześcijaństwo za sprawą św. Piotra, który następnie miał mieszkać u nich siedem lat.

## Historia
W trakcie wykopalisk archeologicznych pod aktualną bazyliką odnaleziono pozostałości zabudowy mieszkalnej z I wieku p.n.e.-II wiek n.e. Przyjmuje się tradycję związaną z istnieniem w tym miejscu domus ecclesiae. Kościół wzniesiono pod koniec IV wieku. W absydzie świątyni zachowała się jedna z najstarszych rzymskich chrześcijańskich mozaik absydalnych z 1. poł. V wieku. Romańska wieża pochodzi z XIII wieku. W 1588 zlikwidowano boczne nawy, czyniąc z bazyliki świątynię jednonawową. Fasada kościoła została odrestaurowana na życzenie kardynała Napoleona Lucjana Bonaparte w 1870. Obecna struktura budowli jest owocem prac restauracyjnych przeprowadzonych pod koniec XVI wieku na życzenie kardynała Enrico Caetaniego.
Freski w kopule są dziełem Niccolò Circignaniego. We wnętrzu kościoła znajdują się dzieła: Bernardino Nocchiego, Giovan Battisty Della Porta, Achille Tamburiniego, Lazzaro Baldiego, Carlo Maderno.
Obecnie bazylika stanowi główny ośrodek duszpasterski dla filipińskich katolików. Jest kościołem tytularnym niemieckiego kardynała Joachima Meisnera. Zaś w latach 1883-1888 był kościołem tytularnym polskiego kardynała Włodzimierza Czackiego.

## Architektura i sztuka
Fasada bazyliki jest dwukondygnacyjna. Wejście zostało zrekonstruowane w XVI wieku z użyciem średniowiecznych materiałów. Fryz nad drzwiami ozdobiony jest płaskorzeźbą z XI wieku, natomiast w tympanonie znajduje się fresk Antonio Manno z 1870 roku przedstawiający Matkę Bożą z Dzieciątkiem. Fronton zdobi malowidło Chrystusa w chwale adorowanego przez aniołów.
Nad prezbiterium wznosi się kopuła autorstwa Francesco Capriani da Volterra, zdobi ją fresk Niccolò Circignaniego. W ołtarzu głównym znajduje się obraz autorstwa Bernardino Nocchi z 1803 roku Apoteoza św. Pudencjany.

### Mozaika z V w.
Mozaika w apsydzie została wykonana za pontyfikatu papieża Innocentego I. Na mozaice Chrystus trzyma księgę z napisem: Dominus Servator Ecclesiae Pudentianae (łac. Pan zachował kościół Pudencji). Jest to nawiązanie do faktu, że bazylika nie ucierpiała w czasie najazdu Wizygotów pod wodzą Alaryka w 410. Głównym motywem mozaiki jest panowanie Chrystusa nad Państwem Bożym, co wpisywało się w głoszoną przez Kościół po soborach w Nicei i Konstantynopolu doktrynę chrystologiczną o prawdziwym bóstwie i prawdziwym człowieczeństwie Zbawiciela. Niezniszczalność Kościoła, zaprezentowana na mozaice jako dominacja Pana i stabilność jego władzy, przedstawiona została w wywodzie doktrynalnym w Państwie Bożym napisanym przez Augustyna z Hippony  kilka lat później. Mozaika z Bazyliki św. Pudencjany w Rzymie stała się modelem dla następnych mozaik bizantyjskich z VIII-IX wieku, przedstawiających Chrystusa jako Pantokratora.
W centralnej części mozaiki dominuje postać Pantokratora w złotej szacie na tronie. Ponad nim przedstawiony został ozdobny krzyż na skale (crux gemmata). Skała wznosi się pośród zabudowy Nowego Jeruzalem. Na niebie unoszą się cztery wyobrażenia apokaliptycznych istot żyjących: człowieka, lwa, wołu i orła. W dolnej części mozaiki znajduje się grupa siedzących Apostołów i dwie niewiasty, z których jedna symbolizuje chrześcijan nawróconych z pogaństwa (trzyma wieniec nad głową św. Pawła, łysego, ubranego w togę rzymską), druga chrześcijan nawróconych z judaizmu (trzyma wieniec nad głową św. Piotra z bujnym siwym zarostem, ubranego w sposób odmienny od Pawłowego).

### Kaplice boczne
Pierwsze trzy przęsła prawej nawy zostały zamurowane i tworzą kaplicę św. Augustyna. Znajduje się w niej obraz św. Augustyna szkoły Pietro da Cortona oraz Wniebowzięcie Ludovico Gimignianiego.
W kaplicy św. Piotra ulokowano grupę rzeźbiarską Chrystus przekazujący klucze św. Piotrowi, dzieło Giovan Battisty della Porta z 1594 roku.
Kaplica Caetani powstała na zlecenie kardynała Enrico Caetani. Projektantem kaplicy był Francesco Volterra, a po jego śmierci w 1601 roku, Carlo Maderno. W ołtarzu znajduje się płaskorzeźba Pokłon Trzech Króli, dzieło Pietro Paolo Olivièri (ukończone przez Camillo Mariani). Paolo Rossetti w 1621 roku  wykonał mozaikę lunety przedstawiającą święte Praksedę i Pudencjanę zbierające krew męczenników.

## Kardynałowie prezbiterzy
Bazylika św. Pudencjany jest jednym z kościołów tytularnych nadawanych kardynałom-prezbiterom (Titulus Sanctae Pudentianae).
- Asterius (499)
- Bassus (595)
- Sergiusz (732-745)
- Roman (853)
- Ursus (869)
- Benedykt (1082-1101)
- Jan (1111)
- Corrado Demetri (1114-1128)
- Giovanni Dauferio (1130-1133 w obediencji Anakleta II; ponownie 1134)
- Griffone (1138-1139)
- Presbitero (1140)
- Piotr (1140-1144)
- Guido Puella CanReg (1144-1157)
- Jan (obediencja wiktoryńska 1160-1172?)
- Boso CanReg (1165-1178)
- Paolo Scolari (1180)
- Giordano de Ceccano OCist (1188-1206)
- Pietro Sasso (1206-1218)
- Bartolomeo (1227-1231)
- Girolamo Masci OFM (1279-1281)
- Robert de Pontigny OCist (1295-1305)
- Guillaume Arrufat des Forges (1305-1311)
- Raymond de Saint-Sever OSB (1313-1317)
- Pierre Desprès (1320-1322), in commendam (1322-1361)
- Renoul de Monteruc (obediencja rzymska 1378-1382)
- Marino Giudice (obediencja rzymska 1383-1385)
- Bertrand de Chanac (obediencja awiniońska 1386-1396)
- Bartolomeo Uliari OFM (obediencja rzymska 1389-1396)
- Angelo d’Anna de Sommariva OSBCam (obediencja rzymska i pizańska 1404?-1412)
- Otón de Moncada i de Luna (obediencja bazylejska 1440-1448)
  - Guillaume d’Estouteville, komendatariusz (1459-1483)
  - Rodrigo Borgia, komendatariusz (1483-1492)
- Guillaume Briçonnet (1495-1507 i ponownie 1514)
- Pietro Isvalies (1507-1511)
- Matthäus Schinner (1511-1522)
- Gianvincenzo Carafa (1528-1537)
- Rodolfo Pio di Carpi (1537)
- Ascanio Parisani (1540-1549)
- Giovanni Angelo de Medici (1549-1550 i ponownie 1552-1553)
- Scipione Rebiba (1556-1565)
- Francisco Pacheco de Toledo (1565)
- Gianfrancesco Gambara (1565-1570)
- Paweł Burali d’Arezzo CRT (1570-1578)
- Claude de la Baume (1580-1584)
- Enrico Caetani (1586-1599)
- Ascanio Colonna (1599-1606)
- Innocenzo del Bufalo-Cancellieri (1606-1607)
- Bonifazio Caetani (1607-1617)
- Roberto Ubaldini (1617-1621)
- Antonio Caetani (1621-1624)
- Luigi Caetani (1626-1642)
- Alderano Cibo (1645-1668)
- Rinaldo d’Este (1668-1671)
- Gaspare Carpegna (1671-1672)
- Girolamo Gastaldi (1673-1677)
- Federico Caccia (1696-1699)
- Giovanni Maria Gabrielli OCist (1700-1711)
- Ferdinando Nuzzi (1716-1717)
- Carlos de Borja-Centellas y Ponce de León (1721-1733)
- Giuseppe Spinelli (1735-1752)
- Antonio Sersale (1754-1775)
- Andrea Gioannetti OSBCam (1778-1800)
- Laurentius Litta (1801-1814)
- Fabrizio Sceberras Testaferrata (1818-1843)
- Tommaso Pasquale Gizzi (1844-1849)
- Nicholas Wiseman (1850-1865)
- Napoleon Lucjan Bonaparte (1868-1879)
- Domenico Sanguigni (1880-1882)
- Włodzimierz Czacki (1883-1888)
- Giuseppe Benedetto Dusmet OSBCas (1889-1894)
- Victor-Lucien-Sulpice Leçot (1894-1908)
- Francis Bourne (1911-1935)
- Luigi Maglione (1936-1944)
- Jules-Géraud Saliège (1946-1956)
- Alberto di Jorio (1958-1967 jako kardynał diakon; 1967-1979 jako kardynał prezbiter)
- Joachim Meisner (1983-2017)
- Thomas Aquino Man’yō Maeda (od 28 czerwca 2018)